# Euploea evalida
Euploea evalida är en fjärilsart som beskrevs av Swinhoe 1899. Euploea evalida ingår i släktet Euploea och familjen praktfjärilar. Inga underarter finns listade i Catalogue of Life.